# Akhlatyan
Akhlatyan (en arménien Ախլաթյան) est une communauté rurale du marz de Syunik en Arménie. En 2011, elle compte 601 habitants.

## Géographie

### Situation
Akhlatyan est située à 14 km de Sisian et à 118 km de Kapan, la capitale régionale.

### Topographie
L'altitude moyenne d'Akhlatyan est de 1 750 m.

### Territoire
La communauté couvre 3 519 hectares, dont :
- 3 439 ha de terrains agricoles ;
- 5 ha de terrains industriels ;
- 4 ha alloués aux infrastructures énergétiques, de transport, de communication, etc. ;
- 6 ha d'aires protégées ;
- 7 ha d'eau[3].

## Politique
Le maire (ou plus correctement le chef de la communauté) d'Akhlatyan est depuis 2012 Armen Beglaryan.
| Début | Fin      | Nom               | Parti                       |
| ----- | -------- | ----------------- | --------------------------- |
| 2005  | 2008     | Armen Beglaryan   | Parti républicain d'Arménie |
| 2008  | 2012     | Norayr Aghajanyan | Parti républicain d'Arménie |
| 2012  | En cours | Armen Beglaryan   | Parti républicain d'Arménie |

## Économie
L'économie de la communauté repose principalement sur l'agriculture.

## Démographie
| 2001 | 2008 | 2011 |
| ---- | ---- | ---- |
| 588  | 506  | 601  |